# Episema intermedia
Episema intermedia là một loài bướm đêm trong họ Noctuidae.